# Pleasant City (Ohio)
Pleasant City es una villa ubicada en el condado de Guernsey en el estado estadounidense de Ohio. En el Censo de 2010 tenía una población de 447 habitantes y una densidad poblacional de 980,61 personas por km².

## Geografía
Pleasant City se encuentra ubicada en las coordenadas 39°54′12″N 81°32′38″O / 39.90333, -81.54389. Según la Oficina del Censo de los Estados Unidos, Pleasant City tiene una superficie total de 0.46 km², de la cual 0.46 km² corresponden a tierra firme y (0%) 0 km² es agua.

## Demografía
Según el censo de 2010, había 447 personas residiendo en Pleasant City. La densidad de población era de 980,61 hab./km². De los 447 habitantes, Pleasant City estaba compuesto por el 97.99% blancos, el 0% eran afroamericanos, el 0% eran amerindios, el 0.22% eran asiáticos, el 0% eran isleños del Pacífico, el 0% eran de otras razas y el 1.79% pertenecían a dos o más razas. Del total de la población el 1.12% eran hispanos o latinos de cualquier raza.